# Josep Vives Bracons
Josep Vives Bracons (Sabadell, 1902-1985) va ser un artista gràfic, pintor, interiorista, dissenyador de mobiliari i promotor cultural de Sabadell.

## Biografia
Fill d'Andreu Vives i Josefina Bracons, va néixer a l'Hotel Espanya de Sabadell, que era propietat de la família. Va estudiar a l'escola francesa dels Maristes i es va formar com a pintor amb Joan Vila Cinca. En acabar els estudis es va dedicar al negoci familiar en paral·lel a la seva producció artística. Josep Vives es va integrar en l'ambient artístic de Sabadell de la mà d'Antoni Vila Arrufat, amb qui van ser bons amics i amb qui va treballar conjuntament en alguns projectes. Així, va participar activament a les trobades anomenades Dillunsos de cal Llonch, va mantenir relacions amb la Colla de Sabadell, va participar en diferents publicacions com l'Almanac de les Arts, publicat el 1924 i 1925, i va ser autor d'il·lustracions d'algunes publicacions d'edicions Edicions la Mirada. També va participar en l'exposició col·lectiva de l'Acadèmia de Belles Arts de Sabadell dels anys 1922, 1923 i 1925, en la qual va presentar una fantasia de ballet. Aquell mateix any obtenia, també, un accèssit en el concurs de cartells per a la Festa Major de la ciutat.
L'any 1926 va fer la primera exposició individual a l'Acadèmia de Belles Arts de Sabadell, on va presentar retrats i natures mortes. El mateix any deixava el negoci familiar i entrava a treballar a l'empresa de gasoses La Bohèmia. Als anys vint va participar com a gravador i il·lustrador per a les Indústries Gràfiques Muntaner en materials com calendaris, programes o fullets. Aquests anys també va fer els tacs xilogràfics d'il·lustracions d'Antoni Vila Arrufat.
Els primers projectes com a interiorista van ser la decoració de casa seva, on va utilitzar mobles de Josep Badrinas i alguns de disseny propi amb influències de l'art déco. El mateix any s'encarregaria de la decoració interior de la casa de l'escriptor Francesc Trabal, de la saleta de música de l'industrial Joan Llonch i de la biblioteca dels Maristes del carrer del Jardí de Sabadell. Aquests encàrrecs el van fer decidir a dedicar-se plenament a aquesta ocupació mentre seguia col·laborant amb Antoni Vila Arrufat. Un d'aquests projectes va ser el disseny i el muntatge de la Sala de Sabadell a l'Exposició Internacional de Barcelona de 1929.
L'any 1930 va obrir botiga al carrer Baix de l'Església de Sabadell –coneguda com la Galeria Vives–, on exposava mobiliari de disseny propi però també d'altres artistes. Era també un centre d'activitat artística en el qual per exemple s'organitzaven exposicions de joieria i de pintura, amb l'assessorament del marxant Joan Merli. Poc després, l'any 1934, va fundar l'Associació d'Artistes Reunits de Sabadell (ARS), en la qual exposarien artistes de la ciutat com Pere Elias, Camil Fàbregas, Lluís Molins de Mur, Rafael Salvà o Màrius Vilatobà. Durant els anys trenta, i fins a la Guerra Civil, va fer nombrosos projectes com el despatx de l'advocat Joan Marí al carrer de Sant Pere, la suite matrimonial dels senyors Casals o la casa de cal Guasch. Va ser també el responsable de l'estand del Gremi de Fabricants de Sabadell per la primera fira de Mostres de Valladolid de l'any 1935, així com del disseny del cartell de la Festa Major de Sabadell de l'any 1936.
La Guerra Civil el va obligar a tancar la botiga i es va dedicar a fer classes de dibuix artístic i decoratiu a l'Escola Tèxtil de Sabadell, però després del conflicte va poder reprendre l'activitat, tot i que amb una línia més tradicional adaptada als gustos comercials del moment. Als anys cinquanta, amb l'arribada de les tendències funcionalistes, va poder fer un canvi en els seus dissenys.
Com a dissenyador gràfic, destaquen entre d'altres els cartells de la Festa Major de Sabadell dels anys 1936 i 1941.

## Obra en museus i col·leccions
El Museu d'Història i el Museu d'Art de Sabadell conserven una vintena d'obres que expliquen les diferents facetes de la seva creació artística com a pintor, dissenyador o moblista.